# Joseph Weigl
Joseph Weigl (ur. 28 marca 1766 w Eisenstadt, zm. 3 lutego 1846 w Wiedniu) – austriacki kompozytor i dyrygent.

## Życiorys
Syn Josepha Franza Weigla. Jego ojcem chrzestnym był Joseph Haydn. W 1769 roku został posłany do Wiednia, gdzie uczył się u Sebastiana Witziga, a następnie w latach 1776–1782 u Johanna Georga Albrechtsbergera. W wieku 16 lat skomponował pierwszą operę, Die unnütze Vorsicht, docenioną przez Antonio Salieriego. Asystował W.A. Mozartowi w przygotowaniu premiery Czarodziejskiego fletu (1786). Doskonalił się w kompozycji u Salieriego, dzięki protekcji którego został w 1790 roku wicekapelmistrzem, a w 1792 roku kapelmistrzem teatru dworskiego. W 1827 roku ustąpił z tego stanowiska, do przejścia na emeryturę w 1839 roku pozostając jednak na posadzie wicekapelmistrza.
Odbywał częste podróże do Włoch, pisał opery dla potrzeb sceny mediolańskiej La Scali. Członek honorowy konserwatorium w Mediolanie (1812) i Gesselschaft der Musikfreunde w Wiedniu (1826).

## Twórczość
Na bogaty i zróżnicowany dorobek operowy Weigla składają się opery o tematyce poważnej i komicznej, liryczne i semiseria. Pisał zarówno opery włoskie, nawiązujące do twórczości szkoły neapolitańskiej i W.A. Mozarta, jak i niemieckie opery dialogowe. W swojej twórczości mieszał różne style, wprowadzając np. partie solowe klarnetów, ekspresyjne arie oraz rozbudowane ansamble i finały. Opery Weigla cieszyły się ówcześnie dużą popularnością i doczekały się licznych wystawień, napisana dla mediolańskiej La Scali Il Rivale di se stesso w ciągu zaledwie 3 lat doczekała się przeszło 100 wystawień.
Oprócz oper Weigl pisał również balety, kantaty, msze, dzieła instrumentalne. Był też autorem oratorium La passione di Gesù Cristo (1804).

## Opery
(na podstawie materiałów źródłowych)

- Die unnütze Vorsicht oder Die betrogene Arglist (wyst. Wiedeń 1783)
- Il Pazzo per forza (wyst. Wiedeń 1788)
- La caffetiera bizzarra (wyst. Wiedeń 1790)
- Der Stassensammler (Lumpensammler) oder Ein gutes Herz ziert jeden Stand (wyst. Wiedeń 1792)
- La Principessa d’Amalfi (wyst. Wiedeń 1794)
- Das Petermännchen (cz. 1 i 2 wyst. Wiedeń 1794)
- Giuletta e Pierotto (wyst. Wiedeń 1794)
- I solitari (wyst. Wiedeń 1797)
- L’amor marinaro ossia Il Corsaro (wyst. Wiedeń 1797)
- Das Dorf im Gebirge (wyst. Wiedeń 1798)
- L’accademia del maestro Cisolfaut (wyst. Wiedeń 1798)
- L’uniforme (wyst. Wiedeń 1800)
- Die Herrenhuterin (wyst. Wiedeń 1804)
- Vestas Feuer (wyst. Wiedeń 1805)
- Il Principe invisible (wyst. Wiedeń 1806)
- Kaiser Hadrian (wyst. Wiedeń 1807)
- Ostade oder Adrian von Ostade (wyst. Wiedeń 1807)
- Cleopatra (wyst. Mediolan 1807)
- Il Rivale di se stesso (wyst. Mediolan 1808)
- Das Waisenhaus (wyst. Wiedeń 1808)
- Die Schweizerfamilie (wyst. Wiedeń 1809)
- Die Verwandlungen (wyst. Berlin 1810)
- Die Einsiedler auf den Alpen (wyst. Wiedeń 1810)
- Franciska von Foix (wyst. Wiedeń 1812)
- Der Bergsturz (wyst. Wiedeń 1813)
- Die Jugend (Jugendjahre) Peter des Grossen (wyst. Wiedeń 1814)
- L’imboscata (wyst. Mediolan 1815)
- Margaritta d’Anjou ossia L’Orfano d’Inghilterra (wyst. Mediolan 1816)
- Die Nachtigall und der Rabe (wyst. Wiedeń 1818)
- Daniel in der Löwengrube oder Baals Sturz (wyst. Wiedeń 1820)
- König Waldemar oder Die dänischen Fischer (wyst. Wiedeń 1821)
- Edmund und Caroline (wyst. Wiedeń 1821)
- Die eiserne Pforte (wyst. Wiedeń 1823)